# سفارة تونس لدى الإمارات
سفارة تونس لدى الإمارات هي البعثة الدبلوماسية لجمهورية تونس لدى الإمارات العربية المتحدة، وتقع بالعاصمة أبوظبي.

## السفراء
سفراء تونس لدى الإمارات هم على التوالي:
| الاسم      | تاريخ التعيين  | م     |
| ---------- | -------------- | ----- |
| معز بن ميم | 12 سبتمبر 2020 | [ 2 ] |

## القنصليات
| الاسم     | تاريخ التعيين  | م     |
| --------- | -------------- | ----- |
| شهير دجبي | 12 سبتمبر 2020 | [ 2 ] |